# Wii Fit Plus
Wii Fit Plus is een fitness-videospel van Nintendo voor de Wii-spelcomputer. Het spel is een uitgebreide versie van Wii Fit. Het is op 1 oktober 2009 in Japan gelanceerd. Wii Fit Plus bevat alle functies van Wii Fit met daarbij 15 nieuwe balans- en aerobicspellen, zes nieuwe krachttraining- en yoga-activiteiten.
Het spel Wii Fit Plus wordt los verkocht, maar kan ook samen met een Wii Balance Board worden gekocht. De meeste activiteiten zijn voor één speler, maar er zijn ook multi-playeractiviteiten waarbij tot acht spelers om de beurt het Wii Balance Board gebruiken.